# Shutter-3D-System

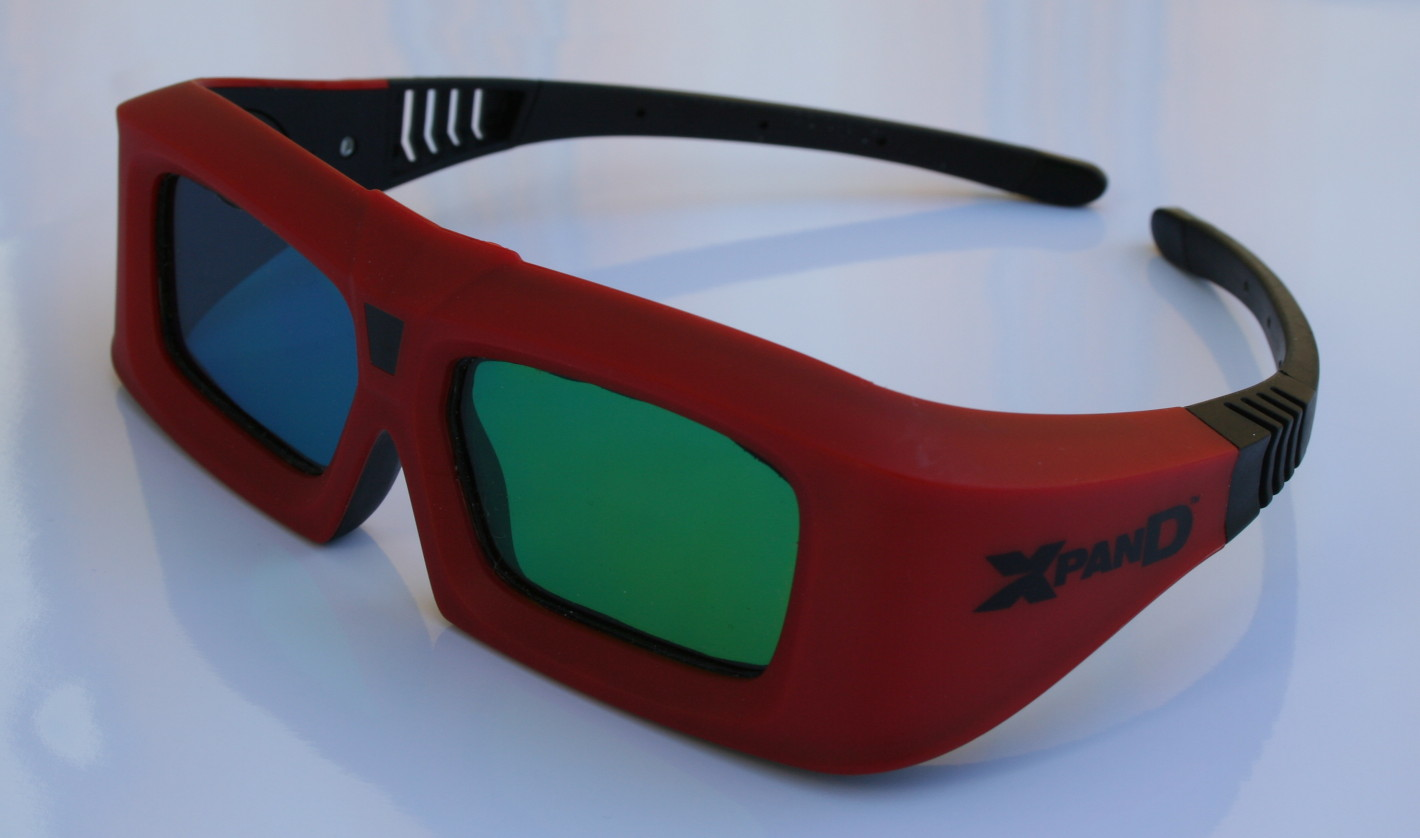
Shutterbrille "XpanD 3D"-Verfahren

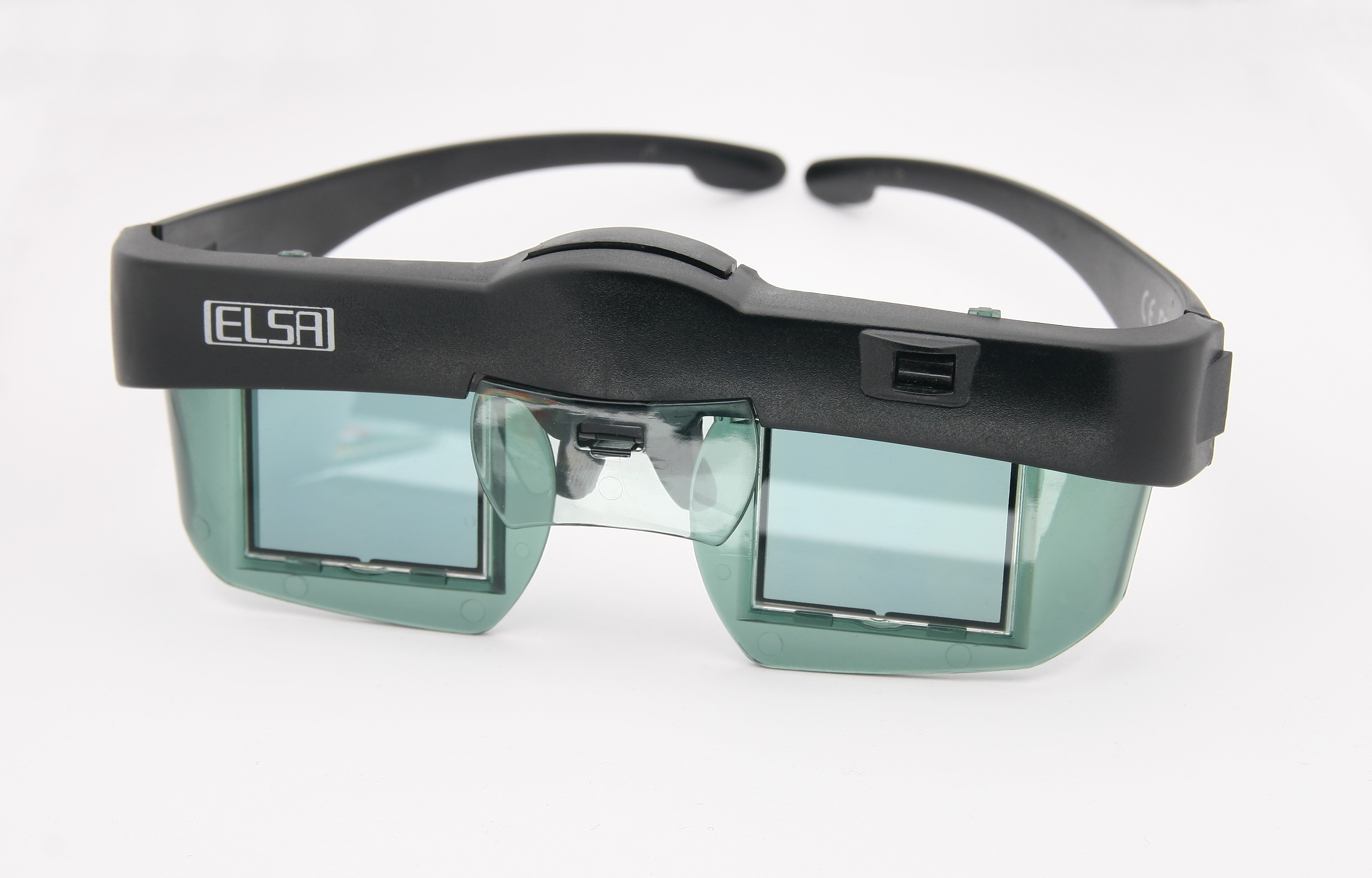
ELSA Revelator LCD-Shutterbrille

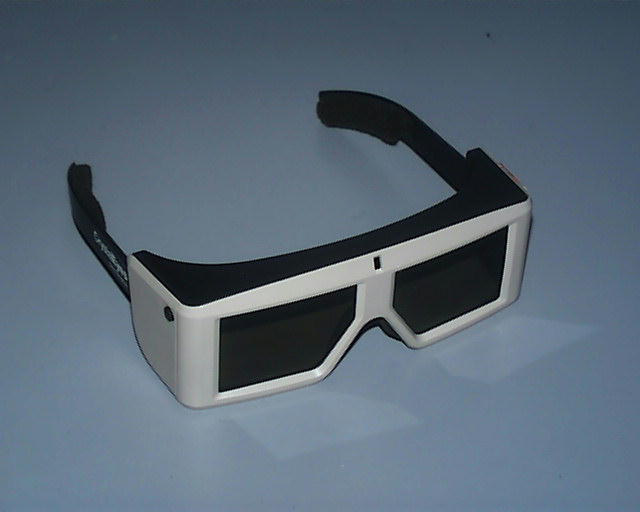
CrystalEyes LCD-Shutterbrille

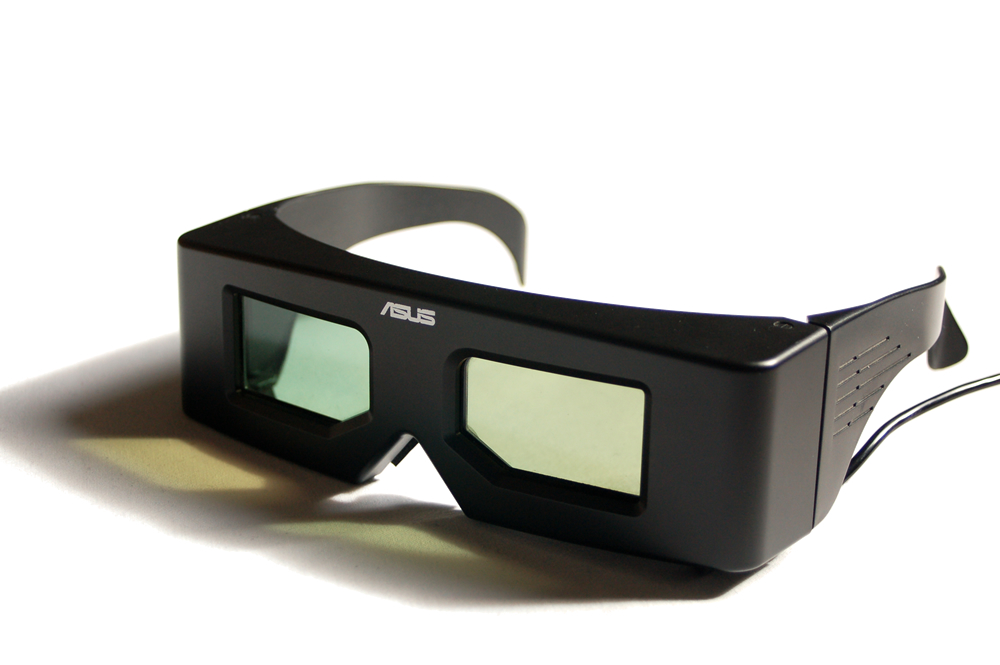
ASUS LCD-Shutterbrille von 2001

Ein Shutter-3D-System benötigt zum Sehen von 3D-Bildern Shutterbrillen (auch LCD-Shutterbrillen). Diese speziellen Brillen haben Gläser, die aus zwei Flüssigkristallflächen bestehen (je eine für das linke und rechte Auge), die elektronisch zwischen durchlässig und undurchlässig umgeschaltet werden können. Damit lässt sich wahlweise das linke oder das rechte Auge abdunkeln. Dazu wird abwechselnd das linke und rechte Bild auf einem Monitor, einem Fernsehgerät oder auf einer Leinwand angezeigt. Von der Brille wird dabei synchron nur das passende Bild zum entsprechenden Auge durchgelassen. Dies ermöglicht ein stereoskopisches Sehen, beispielsweise für die Wiedergabe von 3D-Filmen.

## Geschichte
Das Funktionsprinzip des Shuttersystems geht auf den US-amerikanischen Ingenieur und Erfinder Laurens Hammond (1895–1973, bekannter durch die nach ihm benannte elektromagnetische Orgel) zurück, der im Jahr 1922 erstmals einen elektromechanischen Prototyp „Teleview“ patentieren ließ.
Das heutige "elektro-stereoskopische" LCD-Shutterbrillen-System wurde 1985 von Lenny Lipton patentiert und von seiner Firma "StereoGraphics" unter der Bezeichnung "CrystalEyes" zunächst im kommerziellen Bereich (Medizintechnik) vermarktet. Im Kino arbeitet das gleiche System als "RealD"-3D-Projektion mit dem "ZScreen"-Zusatz vor DLP-Projektoren.
3D-Shutterbrillen wurden in den 1990er-Jahren im Paket mit Grafikkarten angeboten, ein bekanntes Beispiel ist „ELSA“. Im deutschen Fernsehen wurde das Verfahren einmal testweise in der (längst eingestellten) BR-Sendung ComputerTreff verwendet. Dazu wurde mit zwei Fernsehkameras im Studio ein Video aufgenommen. Über einen Bildmischer wurde anschließend ein Halbbild für das linke und das andere Halbbild für das rechte Auge verwendet. Damit der Zuschauer zuhause die beiden Bilder wieder synchron ansehen konnte, benötigte er eine einfache Schaltung mit einer Fotozelle, die die synchrone Umschaltung der Shutterbrille durchführte. In ein Halbbild wurde dazu ein weißer Fleck eingeblendet, das andere Halbbild hatte einen schwarzen Fleck. Ohne Brille flimmerte dieser Bereich dann entsprechend. Ein Bausatz war dazu entsprechend mit Brille im Handel erhältlich. Einige Dutzend Zuschauer nahmen damals in den 1980ern an diesem Versuch teil. Mit einem normalen Bildröhren-Fernsehgerät erreicht man bei diesem Verfahren allerdings pro Auge nur 25 Bilder pro Sekunde (25 Hz), und es entsteht damit ein flimmerndes Bild. Auch haben moderne 3D-Shutterbrillen ein größeres LC-Fenster – die ersten Brillen zeigten nur einen eng begrenzten Bildausschnitt.

## Technik

### Projektion
Bei dieser Methode werden beide Bilder nacheinander auf die weiße Leinwand projiziert. Für einen Film mit 24 Bildern pro Sekunde müssen also in der gleichen Zeit 48 Bilder auf die Leinwand gebracht werden, was für moderne Projektoren kein Problem darstellt. Um Flimmern zu vermeiden, werden meist höhere Frequenzen gewählt, wobei dann jedes einzelne Bild mehrfach gezeigt wird. Vorteile sind dabei die hohe Farbtreue und die Nutzbarkeit einer normalen Leinwand sowie die Unabhängigkeit von der Kopfneigung des Betrachters. Außerdem ist ein solches System trotz der höheren Kosten für die Shutterbrillen bis zu einer gewissen Publikumsgröße kostengünstiger, da im Gegensatz zum Polarisationsverfahren weder ein zweiter Projektor noch ein Polfilter für die Projektoren noch eine metallisierte Leinwand erforderlich sind und der Synchronisierungsaufwand wegfällt.
Beim 3D-ready-Heimkino-Projektor (meistens DLP-Beamer) wird über den HDMI-1.3-Anschluss i. d. R. ein 120-Hz-3D-Videosignal von einer 3D-tauglichen PC-Grafikkarte zugeführt und als 2x60-Hz-3D-Video zeitsequentiell projiziert. Neben passenden 3D-Shutterbrillen (z. B. Nvidia 3D-Vision mit eigenem USB-Infrarot-Sender) kann man ggfs. preiswerte sogenannte „DLP-Link“-Shutterbrillen verwenden. Nur 3D-Projektoren mit HDMI-1.4a-Anschluss können direkt mit 3D-HD-Signalen von 3D-Blu-ray-Playern oder HDTV-Receivern gespeist werden.

### Kompatible Monitore
Flachbildschirme, die mit einer Frequenz von 60 Hz arbeiten, eignen sich nicht für die Kombination mit Shutterbrillen. Für Shutterbrillen wird eine Monitorfrequenz von 100 Hz als Minimum angesehen, da sich durch das Verfahren die Frequenz effektiv halbiert, jedes Auge bekommt also nur noch 50 Bilder je Sekunde gezeigt. Das ist bei statischen Bildern, insbesondere Texten, stark flimmernd, bei Bewegtbildern wie Spielen oder Videos fällt dies jedoch nicht mehr stark auf. In beiden Fällen tritt allerdings innerhalb kurzer Zeit eine Ermüdung der Augen ein: Je niedriger die Frequenz ist, desto stärker werden die Augen belastet. Deshalb wird meist eine Frequenz von 120 bis 160 Hz empfohlen, je nach zur Verfügung stehender Hardware und Bildschirmauflösung. Dies entspricht 60 bis schon fast augenschonenden 80 Hz je Auge. Röhren-Bildschirme erreichen 120–160 Hz, allerdings leuchten sie immer etwas nach, was sich bei hohen Frequenzen an stärkeren Schlieren bemerkbar macht, die wiederum die Bildqualität trüben. Kurznachleuchtende Röhrenmonitore konnten aber schon zusammen mit LCD-Shutterbrillen für 3D-Bilder und -Videos bzw. -PC-Spiele verwendet werden, bevor geeignete Flachbildschirme verfügbar waren.
Aktuelle 3D-Flachbildschirme und DLP-Projektoren für 3DTV (3D-HDTV und 3D-Ready) arbeiten mit 120 Hz bzw. 96 Hz Bildrate und kurzen Pixelhaltezeiten, was für die synchron dazu geschalteten LCD-Shutterbrillen 60 Hz Bildrate pro Auge ergibt.
Da die Gläser der meisten LC-Shutterbrillen polarisiert sind, funktionieren diese an TFT-Monitoren nur, wenn die Polarisationsrichtung mit der des TFT-Monitors übereinstimmt. Ist dies nicht der Fall, müssen die Gläser der Brille jeweils um 90° gedreht werden. Des Weiteren benötigen Shutterbrillen in Verbindung mit einem TFT- oder Plasma-Monitor ein etwas anderes Timing als an einem Röhrenmonitor, damit sie störungsfrei funktionieren. Das Problem von „Geisterbildern“ (d. h. optisches Übersprechen vom linken in den rechten Bildkanal u.u.) ergibt sich vor allem dann, wenn die Reaktionszeit des Monitors größer ist als 10 ms. Dies ist aber bei modernen 3D-Monitoren und -Projektoren kaum noch der Fall. Die kürzeste Reaktionszeit, d. h. fast kein "ghosting", bieten DLP-Projektoren und -TV-Geräte.

### Brillensynchronisierung

Weißblitz mit Fotodiode erfasst

Frühe Shutterbrillen waren kabelbetrieben (neuere Low-Cost Modelle sind es auch heute noch), moderne Shutterbrillen arbeiten kabellos über Impulse sichtbaren Lichts (DLP-Link, vgl. unten), Infrarot-Steuerung (z. B. Nvidia „3D-Vision“) oder verschiedene Funksignal-Techniken. 
Ein Infrarot-Sender am Monitor oder Beamer oder neben der Kino-Leinwand strahlt bei Infrarot-Synchronisation die Synchronsignale aus. Da die Shutter relativ wenig Strom benötigen, können die Brillen samt IR-Empfänger von einer Knopfzelle gespeist werden. 
Ein mit Bluetooth-Funktechnik arbeitendes Synchronisierungsverfahren wurde ab 2011 von diversen Herstellern neu eingeführt und ist in einen geräteübergreifenden Standard für Shutterbrillen-Steuerung übernommen werden, da bisherige Infrarot-Systeme oft nicht untereinander kompatibel waren.
Verschiedene Hersteller haben eigene Funksysteme auf den Markt gebracht. (s. z. B.: ) Diese steuern, ähnlich wie bei der Bluetooth-Übertragung, die Brillen über einen Sender, der an eine Schnittstelle am Projektor angeschlossen wird. Als Anschluss wird beispielsweise der "VESA-Stereo" Standard genutzt, der eine dreipolige Mini-DIN-Buchse am Projektor vorsieht. Dieser Standard legt lediglich die Verbindung zwischen Projektor und Sender fest; die Funkverbindung zwischen Sender und Brillen bleibt den Brillenherstellern überlassen.

#### DLP-Link
Eines der Verfahren zur Synchronisierung ist das Weißimpuls-Verfahren „DLP-Link“. Zwischen den einzelnen Bildern wird ein Weißblitz projiziert, den der Mensch durch die kompatible DLP-Link-Brille jedoch nicht wahrnimmt. DLP-Link-Shutterbrillen können sich so mit dem Beamer synchronisieren. Bei der 3D-Shuttertechnik in Verbindung mit DLP-Projektoren treten Geisterbilder (bei einer guten Synchronisation) nahezu nicht mehr auf. Im Gegensatz zu Lösungen, die einen IR-Emitter benötigen, hat DLP-Link den Vorteil, dass es direkt mit dem Leinwandbild synchronisiert ist und nicht über das Wiedergabegerät. Nachteil: Manche Brillen haben jedoch in sehr hellen Szenen Wahrnehmungsstörungen des Weißblitzes und fangen dadurch bedingt an zu flackern. Abhilfe dagegen kann eine Verringerung der Helligkeit des Wiedergabegerätes schaffen. Es gibt auch sehr billige Shutterbrillen aus Fernost, die den Weißblitz nicht unterdrücken und deshalb kein richtiges Schwarz darstellen können.